# Čižatice
Čižatice (Hongaars: Tizsite) is een Slowaakse gemeente in de regio Košice, en maakt deel uit van het district Košice-okolie.
Čižatice telt 367 inwoners.